# Рой Роджерс
Рой Ро́джерс (англ. Roy Rogers, настоящее имя Леона́рд Фра́нклин Слай (англ. Leonard Franklin Slye); 5 ноября 1911, Цинциннати, Огайо — 6 июля 1998, Апл-Валли, Калифорния) — американский актёр, ковбой и певец.

## Биография
Роджерс родился Леонард Франклин Слай, сын Мэтти (урождённой Уомак) и Эндрю «Энди» Слай в Цинциннати, штат Огайо. Семья жила в многоквартирном доме на 2-й улице, где позже был построен стадион «Риверфронт» (позже Роджерс шутил, что родился на второй базе). У Лена было три сестры: Кэтлин, Мэри и Кледа. Недовольный своей работой и городской жизнью, Энди и его брат Уилл построили плавучий дом размером 12 на 50 футов (3,7 × 15,2 м) из вторсырья, и в июле 1912 года семья Слай отправилась вниз по реке Сьото в Портсмут. Желая более стабильного существования в Портсмуте, они купили землю, на которой построили дом, но Великое наводнение 1913 года позволило им перенести плавучий дом в свою собственность и продолжать жить в нём на суше.
В молодости работал ковбоем и сборщиком фруктов, одновременно постигая пение, танцы и искусство игры на гитаре. В кино начал сниматься с 1935 года, свою первую главную роль получил в 1938 году в фильме «Под западными звёздами».
Был одним из наиболее популярных актёров США 1940—1950-х годов, снявшись в приблизительно 90 фильмах и более 100 телесериалах, практически всегда выступая в амплуа благородного ковбоя в компании своей супруги Дейл Эванс. Почти прекратив сниматься в начале 1950-х, с начала 1970-х годов стал вновь известен, но уже как певец, записав свой первый альбом в 1970 году, а последний — в 1991. Роджерс был масоном и был членом голливудской масонской ложи № 355. Он был членом Шотландского устава, долины Лос-Анджелеса, и принадлежал к парамасонскому благотворительному ордену Shriners, к храму Аль Малаиках. Также известен как основатель сети ресторанов, названных его именем. Умер в 1998 году в Эппл-Валли, штат Калифорния. Он был похоронен в мемориальном парке Сансет-Хиллз в Эппл-Валли, как и его жена Дейл Эванс три года спустя.

## Фильмография

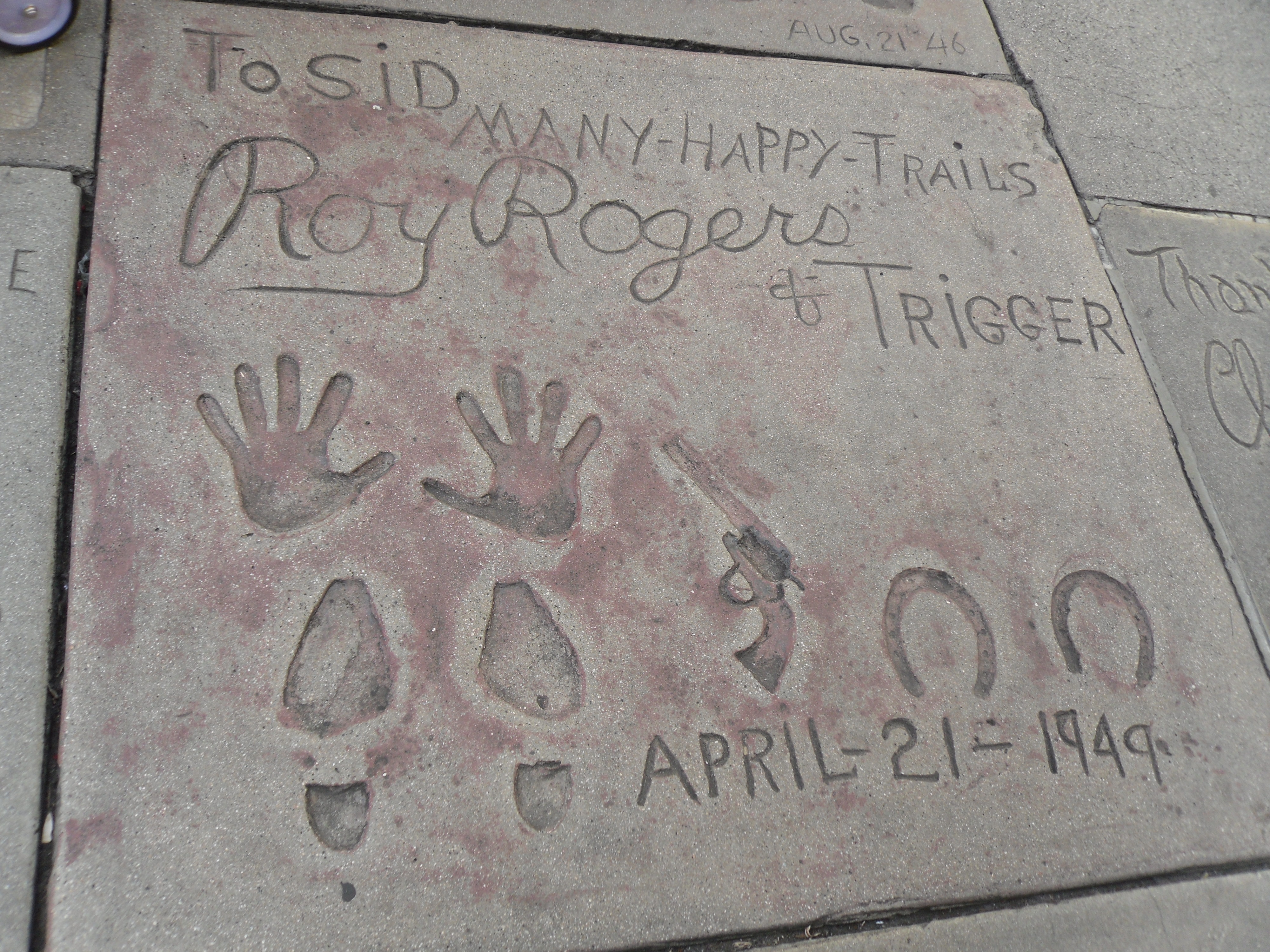
Отпечатки рук и ног Роя Роджерса перед Китайским театром Граумана

| Год  |    | Русское название       | Оригинальное название   | Роль                                     |
| ---- | -- | ---------------------- | ----------------------- | ---------------------------------------- |
| 1935 | ф  |                        | Way Up Thar             | Лен Слай                                 |
| 1936 | ф  |                        | The Mysterious Avenger  | Лен Слай                                 |
| 1937 | ф  |                        | Wild Horse Rodeo        | Дик Уэстон                               |
| 1938 | ф  |                        | The Old Barn Dance      | Дик Уэстон                               |
| 1938 | ф  | Под западными звёздами | Under Western Stars     | Рой Роджерс                              |
| 1939 | ф  | Дитя Аризоны           | The Arizona Kid         | Рой Роджерс                              |
| 1939 | ф  | Джиперс Криперс        | Jeepers Creepers        | шериф Рой Роджерс                        |
| 1948 | мф | Время мелодий          | Melody Time             | ковбой-рассказчик (новелла «Пекос Билл») |
| 1950 | ф  | Колокола Коронадо      | Bells of Coronado       | Рой Роджерс                              |
| 1950 | ф  | След Робин Гуда        | Trail of Robin Hood     | Рой Роджерс                              |
| 1951 | ф  |                        | South of Caliente       | Рой Роджерс                              |
| 1951 | ф  |                        | Pals of the Golden West | Рой Роджерс                              |
| 1952 | ф  | Сын бледнолицего       | Son of Paleface         | Рой Бартон                               |